# فرانسوا ألفونس فوريل

كان فرانسوا ألفونس فورل (2 فبراير 1841 - 7 أغسطس 1912)، عالم سويسري رائد في دراسة البحيرات، ويعتبر كذلك مؤسس علم المسطحات المائية الداخلية.
ولد في مورس على ضفاف بحيرة ليمان، وعمل أستاذاً للطب في جامعة لوزان.

## روابط خارجية
- فرانسوا ألفونس فوريل على موقع الموسوعة البريطانية (الإنجليزية)